# Phenakospermum
Phenakospermum guyannense, jedina vrsta jednosupnice u rodu Phenakospermum, porodica Strelitziaceae. Raste tropskim krajevima Južne Amerike, u Surinamu, Francuskoj Gijani i istočnom bazenu Amazone.
Izgedom je nalik na R. madagascariensis s kojom je nekada klasificirana u rod Ravenala, pa je nazivana i južnoamerička putnička palma, a poznata je i kao Patujú Gigante.

## Sinonimi
- Musidendron amazonicum (Mart.) Nakai
- Phenakospermum amazonicum (Mart.) Miq.
- Ravenala guyannensis (A.Rich.) Steud.
- Urania amazonica Mart.
- Urania guyannensis A.Rich.

## Galerija
- P. guyannense, Mjanmar
- P. guyannense
- P. guyannense, sjeme